# E. D. Nixon
Edgar Daniel Nixon (Montgomery, 12 de julho de 1899 - Montgomery, 25 de fevereiro de 1987), conhecido como E. D. Nixon, era um líder afro-americano de direitos civis e organizador sindical no Alabama, que desempenhou um papel crucial na organização do marco de boicote ao ônibus de Montgomery em 1955. O boicote destacou as questões de segregação no Sul, foi defendido por mais de um ano por residentes negros e quase levou o sistema de ônibus da cidade à falência. Terminou em dezembro de 1956, depois que a Suprema Corte dos Estados Unidos decidiu no caso relacionado, Browder v. Gayle (1956), que as leis locais e estaduais eram inconstitucionais e ordenou que o estado terminasse a segregação de ônibus.
Organizador e ativista de longa data, Nixon foi presidente local da Associação Nacional para o Avanço das Pessoas de Cor (NAACP), a Liga de Bem-Estar de Montgomery e a Liga de Eleitores de Montgomery. Na época, Nixon já liderava o ramo de Montgomery do sindicato da Brotherhood of Sleeping Car Porters, conhecido como Pullman Porters Union, que ele ajudara a organizar.
Martin Luther King Jr. descreveu Nixon como "uma das principais vozes da comunidade negra na área dos direitos civis" e "um símbolo das esperanças e aspirações do povo há muito oprimido do estado do Alabama".

## Infância e educação
Edgar D. Nixon nasceu em 12 de julho de 1899, na zona rural, na maioria negra do condado de Lowndes, Alabama, filho de Wesley M. Nixon e Sue Ann Chappell Nixon. Quando criança, Nixon recebeu 16 meses de educação formal, pois estudantes negros eram mal atendidos no sistema escolar público segregado. Sua mãe morreu quando ele era jovem, e ele e seus sete irmãos foram criados em uma família extensa em Montgomery .  Seu pai era um ministro batista.
Depois de trabalhar na sala de bagagens de uma estação de trem, Nixon se tornou um carregador de carros Pullman, uma posição respeitada e com bons salários. Ele foi capaz de viajar pelo país e trabalhou constantemente. Ele trabalhou com eles até 1964. Em 1928, ele ingressou no novo sindicato, a Irmandade dos Dormitores, ajudando a organizar sua filial em Montgomery. Ele também atuou como presidente por muitos anos.

## Casamento e família
Nixon casou-se com Alease (que morreu em 1934) e eles tiveram um filho, ED Nixon, Jr. (1928–2011). Ele se tornou um ator conhecido pelo nome artístico de Nick La Tour.
Nixon mais tarde se casou com Arlette Nixon, que esteve com ele durante muitos dos eventos de direitos civis.

## Ativismo dos direitos civis
Anos antes do boicote ao ônibus, Nixon havia trabalhado pelos direitos de voto e civis dos afro-americanos em Montgomery. Como outros negros no estado, eles foram essencialmente privados de direitos desde o início do século 20 por mudanças na constituição do estado do Alabama e nas leis eleitorais. Ele também atuou como defensor não eleito da comunidade afro-americana, ajudando indivíduos a negociar com titulares de escritórios brancos, policiais e funcionários públicos.
Nixon ingressou na Associação Nacional para o Avanço das Pessoas de Cor (NAACP), tornando-se presidente do capítulo de Montgomery e, dentro de dois anos, presidente da organização estatal.
Em 1944, Nixon organizou 750 afro-americanos para marchar para o tribunal do condado de Montgomery e tentar se registrar para votar. Eles não tiveram sucesso, pois os democratas brancos usavam regras subjetivas para excluí-los.
Em 1954, ele foi o primeiro negro a concorrer a um assento no Comitê Executivo Democrata do condado. No ano seguinte, ele questionou os candidatos democratas à Comissão da Cidade de Montgomery sobre suas posições em questões de direitos civis.

## Desafiando a segregação de ônibus
No início dos anos 50, Nixon e Jo Ann Robinson, presidente do Conselho Político das Mulheres, decidiram contestar as práticas discriminatórias de assentos nos ônibus municipais de Montgomery, juntamente com um boicote à empresa de ônibus. Um decreto-lei de Montgomery reservou os assentos da frente desses ônibus apenas para passageiros brancos, forçando os pilotos afro-americanos a se sentarem na parte de trás. A seção do meio estava disponível para os negros, a menos que o ônibus ficasse tão cheio que os passageiros brancos estivessem em pé; nesse caso, os negros deveriam desistir de seus assentos e permanecer em pé, se necessário. Os negros constituíam a maioria dos passageiros no sistema de ônibus da cidade.
Antes que os ativistas pudessem enfrentar o desafio do tribunal, eles precisavam de alguém para violar voluntariamente a lei de assentos de ônibus e ser preso por isso. Nixon procurou cuidadosamente um demandante adequado. Ao mesmo tempo, algumas mulheres montaram seus próprios desafios individuais. Por exemplo, a estudante de 15 anos, Claudette Colvin, foi presa por se recusar a ceder seu assento a uma passageira branca em março de 1955, nove meses antes da ação de Parks.
Nixon rejeitou Colvin porque ela se tornou uma mãe solteira, outra mulher que foi presa porque ele não acreditava que ela tinha coragem de ver o caso e uma terceira mulher, Mary Louise Smith, porque seu pai era supostamente alcoólatra. (Em 1956, Colvin e Smith estavam entre os cinco originalmente incluídos no caso de sucesso, Browder v. Gayle, entrou em nome deles especificamente e representava cavaleiros negros que haviam sido tratados injustamente nos ônibus da cidade. )  Veja abaixo. )
The final choice was Rosa Parks, the elected secretary of the Montgomery NAACP. Nixon had been her boss, although he said, "Women don't need to be nowhere but in the kitchen." When she asked, "Well, what about me?", he replied, "I need a secretary and you are a good one."
Em 1 de dezembro de 1955, Parks entrou em um ônibus de Montgomery, recusou-se a desistir de seu assento para um passageiro branco e foi presa. Depois de ser chamado sobre a prisão de Parks, Nixon foi resgatá-la da prisão. Ele conseguiu que a amiga de Parks, Clifford Durr, uma simpática advogada branca, a representasse. Depois de anos trabalhando com Parks, Nixon estava certa de que ela era a candidata ideal para desafiar a política discriminatória de assentos. Mesmo assim, Nixon teve que convencer Parks a liderar a luta. Depois de consultar a mãe e o marido, Parks aceitou o desafio.

## Organizando o boicote
Após a prisão de Parks, Nixon convocou vários ministros locais para organizar o apoio ao boicote; o terceiro homem a quem ligou foi Martin Luther King Jr., um jovem ministro recém-chegado de Atlanta, Geórgia . King disse que pensaria nisso e ligaria de volta. Quando King respondeu, ele disse que participaria do boicote e já havia marcado uma reunião da congregação da igreja sobre o assunto. Nixon não pôde comparecer por causa de uma viagem de negócios fora da cidade; ele tomou precauções para garantir que ninguém fosse eleito para liderar a campanha de boicote até que ele voltasse.
Quando Nixon voltou a Montgomery, ele se encontrou com o Rev. Ralph David Abernathy e Rev. PT Francês para planejar o programa da próxima reunião de boicote. Eles criaram uma lista de demandas para a empresa de ônibus, denominaram a nova organização de Montgomery Improvement Association (MIA) e discutiram candidatos a presidente da associação. Nixon recomendou King a Abernathy e French, porque Nixon acreditava que King não havia sido comprometido ao lidar com a estrutura de poder branco local.
Após um bem-sucedido boicote de um dia em 5 de dezembro de 1955, Nixon se reuniu com um grupo de ministros para planejar o maior boicote. Mas, a reunião não prosseguiu como ele havia imaginado. Os ministros queriam organizar um boicote discreto que não perturbaria a estrutura do poder branco em Montgomery. Isso foi completamente o oposto do que Nixon e os outros ativistas esperavam alcançar. Um Nixon exasperado ameaçou denunciar publicamente os ministros como covardes.  King se levantou e disse que não era covarde. No final da reunião, ele havia aceitado a presidência do MIA e Nixon havia se tornado o tesoureiro. Naquela noite, King fez um discurso para a reunião completa na Igreja Batista de Holt Street .
Nixon compartilhou seus contatos trabalhistas e de direitos civis com o MIA, organizando recursos financeiros e outros para ajudar a gerenciar e apoiar o boicote. Estes foram críticos para o seu sucesso.

## Boicote bem sucedido
O que se esperava ser um boicote curto durou 381 dias, mais de um ano. Apesar da feroz oposição política, coerção policial, ameaças pessoais e seus próprios sacrifícios, os negros de Montgomery mantiveram o boicote. Eles caminhavam a pé para o trabalho; as pessoas com carros deram carona a outros. Eles desistiram de algumas viagens. O número de passageiros de ônibus despencou, já que os negros eram majoritários no sistema, e a empresa de ônibus estava à beira de uma ruína financeira. No final de janeiro, uma bomba foi detonada perto da casa do Rev. Martin Luther King, Jr., e em 1º de fevereiro de 1956, uma bomba explodiu em frente à casa de Nixon.
Os advogados Fred Gray e Charles Langford entraram com a petição no tribunal do distrito federal para que reveja as leis estaduais e municipais sobre segregação de ônibus no caso que ficou conhecido como Browder v. Gayle (1956). Eles entraram em nome das cinco mulheres de Montgomery que originalmente se recusaram a desistir de seus assentos nos ônibus da cidade: Claudette Colvin, Aurelia S. Browder, Susie McDonald, Mary Louise Smith e Jeanatte Reese. (Reese retirou-se do caso em fevereiro).
Em 5 de junho de 1956, um painel de três juízes do Tribunal Distrital dos EUA decidiu Browder v. Gayle e determinou que a lei de segregação de Montgomery era inconstitucional, violando a Décima Quarta Emenda da Constituição dos EUA. Em 13 de novembro de 1956, a Suprema Corte dos EUA confirmou a decisão da primeira instância. Em 17 de dezembro de 1956, a Suprema Corte rejeitou apelos da cidade e do estado para reconsiderar sua decisão.
Três dias depois, a Suprema Corte emitiu uma ordem para Montgomery anular a segregação em seus ônibus. Com essa vitória legal, os organizadores do MIA terminaram o boicote.

Em uma manifestação posterior no Madison Square Garden, em Nova York, Nixon falou sobre o simbolismo do boicote a uma plateia de apoiadores: 
 Eu sou de Montgomery, Alabama, uma cidade conhecida como o Berço da Confederação, que ficou parada por mais de noventa e três anos até Rosa L. Parks ser presa e jogada na cadeia como um criminoso comum. . . . Cinquenta mil pessoas se levantaram e se agarraram ao berço da Confederação e começaram a balançá-lo até que os roqueiros de Jim Crow começaram a enrolar e as ripas segregadas começaram a cair. 

## Depois do boicote
O relacionamento de Nixon com o MIA era controverso. Ele freqüentemente teve discordâncias acentuadas com outras pessoas do grupo e competiu pela liderança. Ele expressou ressentimento por King e Abernathy terem recebido a maior parte do crédito pelo boicote, em oposição aos ativistas locais que já haviam passado anos se organizando contra o racismo. No entanto, King admirava Nixon, descrevendo-o como "uma das principais vozes da comunidade negra na área dos direitos civis" e "um símbolo das esperanças e aspirações do povo há muito oprimido do estado do Alabama".
Nixon renunciou ao cargo de tesoureiro da MIA em 1957, escrevendo uma carta amarga a King, reclamando que havia sido tratado como criança e "novato". Nixon continuou a brigar com a comunidade de classe média negra de Montgomery pela década seguinte.
No final dos anos 1960, através de uma série de derrotas políticas, seu papel de liderança no MIA foi eliminado. Depois de se aposentar da ferrovia, Nixon trabalhou como diretor de recreação de um projeto de habitação pública. Ele continuou trabalhando pelos direitos civis, especialmente para melhorar a moradia e a educação dos negros em Montgomery.
Nixon morreu aos 87 anos em Montgomery em 25 de fevereiro de 1987.

## Prêmios e honras
- Em 1985, Nixon recebeu o Prêmio Walter White da NAACP.[1]
- Em 1986, um ano antes de sua morte, a casa de Nixon em Montgomery foi colocada no Registro de Marcos e Patrimônio do Alabama, em reconhecimento à sua liderança no estado.
- A escola primária Edgar D. Nixon, na Avenida Edgar D. Nixon, em Montgomery, recebeu o nome dele.